# Fulbert Youlou
Vous lisez un « article de qualité » labellisé en 2008.
Fulbert Youlou (ou Yulu), né le 9 juin 1917 à Madibou (Afrique-Équatoriale française, aujourd'hui république du Congo) et mort le 5 mai 1972 à Madrid (Espagne), fut le premier président de la République congolaise de 1959 à 1963.
L’abbé Fulbert Youlou est l’un des personnages les plus controversés du Congo-Brazzaville, à tel point que durant des décennies, il fit l’objet d’un anathème dans son pays. Pourtant, à ses débuts, celui qu’on appelait l’« Abbé » était apparu à ses concitoyens comme une sorte d’homme providentiel. C’est lui qui, en août 1960, avait conduit son pays à l’indépendance. Lui qui, en décembre 1960, avait organisé une grande conférence intercontinentale à Brazzaville, au cours de laquelle il vanta les bienfaits du libéralisme économique et condamna le communisme. Trois ans plus tard, la prospérité économique n’était toujours pas au rendez-vous, alors que le gouvernement déployait un faste insolent. Youlou le « modéré » décevait. Sa décision d’imposer, en août 1963, le monopartisme en emprisonnant les dirigeants syndicaux fut l’élément déclencheur de la révolution des « Trois Glorieuses ». La France refusa, alors, d'aider ce chef d’État africain que le couple de Gaulle méprisait.
Ne disposant quasiment plus d'aucun soutien, cet ancien prêtre quitta le pouvoir et laissa derrière lui l’image d’un président de la République excentrique, autoritaire et corrompu.

## Origines et sacerdoce

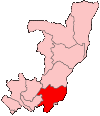
Région du Pool d'où est originaire Youlou.

Youlou naît le 9 juin 1917 à Madibou dans le district de Pool. Cadet d’une famille de trois garçons, il est un Kongo de langue lari. À l’âge de neuf ans, il est baptisé et reçoit le prénom de Fulbert. En 1929, il entre au Petit Séminaire de Brazzaville. Élève brillant, il est envoyé à Akono au Cameroun, pour y terminer ses études secondaires. Par la suite, il intègre le Grand Séminaire de Yaoundé où il semble montrer de grandes capacités en philosophie. Il y rencontre l'Oubanguien Barthélémy Boganda élève comme lui de cette institution.
Revenu au pays, il enseigne un temps au Séminaire de Mbamou avant de partir à Libreville terminer ses études de théologie. Il passe son dernier cycle d’études à Brazzaville. Le 9 juin 1946, Fulbert Youlou est ordonné prêtre. Il est affecté à la paroisse Saint-François de Brazzaville où, très dynamique, il dirige les diverses organisations de jeunesse, d’activités sportives et d’œuvres catholiques. Il prend également en charge l’aumônerie de l’hôpital général et celle de la prison.

## L’ascension politique

### Un prêtre politique
Fulbert Youlou s’intéresse tôt à la politique. Encouragé par son protecteur le Père Charles Lecomte, il présente sa candidature, au sein du collège africain, aux élections territoriales de 1947, dans la circonscription du Pool. Mais alors que le Père Lecomte est élu sans difficulté au collège européen, Youlou enregistre un cuisant échec. Il comprend que s’il veut être élu, il ne doit plus se montrer trop ouvertement soutenu par l’administration ou les missions. Jusque-là homme de l’Église des Blancs, il se donne désormais l’image d’un résistant africain.
Cette attitude ne plaît pas à ses supérieurs, d’autant qu’en octobre 1953 une plainte est déposée à l’évêché à l’encontre du jeune abbé, surpris en flagrant délit d’adultère. Par mesure disciplinaire, il est affecté le 20 novembre 1954, dans une mission de brousse à Mindouli où il occupe les fonctions de directeur de l’école catholique.
Lors de son passage dans l'église Saint-François d'Assise de Brazzaville, grâce à sa capacité à rassembler autour de lui les différentes factions, Youlou s'impose comme un orateur des Lari. Les Lari sont des adeptes du matswanisme, un mouvement messianique remettant en cause le colonialisme et fondé par André Matswa, mort en prison en 1942. Le jeune abbé parvient habilement à se faire passer pour un interlocuteur de Matswa, ce qui lui permet d’exercer une certaine influence sur ses disciples. Par ailleurs, son investissement dans les associations lui permet de s'attacher la jeunesse lari. Finalement, la sanction ecclésiastique le conforte dans son rôle de leader car elle lui confère l’image d'une victime de l'Église congolaise dominée par une hiérarchie européenne.

### Entre élection et mystique
En octobre 1955, grâce à cette image de révolté, un conseil kongo (et non plus seulement lari) le choisit afin qu’il les représente aux prochaines élections législatives. À l’annonce de sa candidature, son évêque Mgr Michel Bernard tente de l'en dissuader. Des sanctions sont prises : il n'a plus le droit de porter la soutane, ni de célébrer le culte. Dans ces conditions, les Kongo lui procurent une rente mensuelle ainsi qu’une voiture avec chauffeur afin de subvenir à ses besoins.
Au début, Youlou est considéré par ses partisans comme la réincarnation de « Jésus-Matswa ». Cette idée est facilitée par le fait qu’il est abbé. Très vite, il devient lui-même un mythe vivant, symbole de l’opposition au colonialisme. Une légende le rattache aux chutes de Loufoulakari où le grand résistant kongo Boueta Mbongo fut décapité et jeté à l'eau par les colonisateurs. Il aurait pris l’habitude de s’y baigner en soutane pour prier et s’imprégner des puissances ancestrales. Il était prétendu que ses habits, bien qu'immergés, restaient secs.
Le mysticisme se transpose dans la campagne législative. Les coups de force deviennent le mode d’action politique des militants Bacongo qu'il chapeaute. Ainsi, le 12 décembre 1955, des tracts youlistes appellent à « fouetter » les dirigeants matswanistes qui ne sont pas ralliés à l’Abbé. L’un d’entre eux, Victor Wamba, en fait les frais et voit sa maison incendiée le 18 décembre. L’agitation s’accroît le 2 janvier 1956, jour de l’élection : à la sortie des bureaux de vote de Bacongo, des adolescents lari se mettent à rosser les électeurs qu’ils soupçonnent de ne pas avoir voté pour Youlou. Les autorités sont obligées d’envoyer les forces de l'ordre protéger les bureaux. Le calme ne revient pas pour autant à Brazzaville. Au cours des deux jours qui suivent, on dénombre une centaine de maisons détruites, quatre morts et plusieurs dizaines de blessés. Fulbert Youlou avec un de ses adversaires à la députation, Jacques Opangault, lance un appel au calme par radio.
Une semaine plus tard, les résultats sont annoncés. Le candidat sortant Jean Félix-Tchicaya est réélu député du Moyen-Congo avec 45 976 voix, soit 29,7 % des suffrages contre 43 193 voix pour Jacques Opangault et 41 084 pour Youlou. Une collecte est organisée afin qu'il puisse se rendre à Paris tenter d’invalider l’élection de Tchicaya. Le voyage lui permet de nouer quelques contacts.

## La conquête du pouvoir

### La course à la vice-présidence

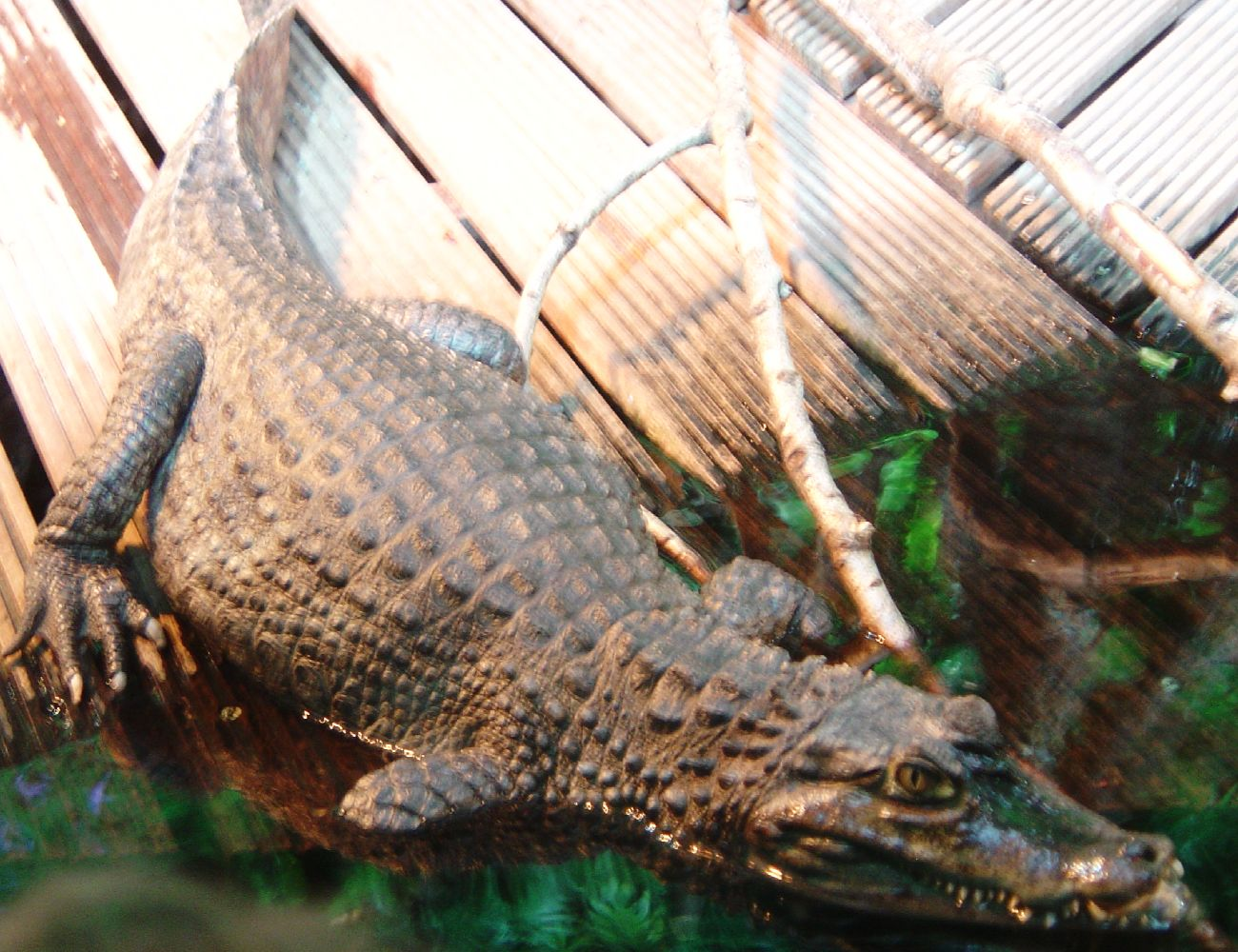
Le caïman, symbole de l'UDDIA.

Le 17 mai 1956, Fulbert Youlou fonde l’Union démocratique de défense des intérêts africains (UDDIA), concurrent du Parti progressiste congolais (PPC) de Tchicaya et de la section SFIO (transformée en janvier 1957 en Mouvement socialiste africain (MSA)) dirigée par Opangault. L’emblème du nouveau parti est le caïman, un animal effrayant et puissant, lié aux récits de sorcellerie. Parti anticommuniste d’obédience chrétienne-libérale, il compte 46 personnalités politiques dont 11 proviennent du PPC et 5 de la SFIO. Son assise politique, au départ limitée aux trois régions du Pool, du Niari et de la Bouenza, se voit renforcer de l’électorat du Kouilou avec le ralliement du secrétaire général du PPC Stéphane Tchitchéllé.
Aux élections municipales du 18 novembre 1956, où les listes sont présentées au collège unique (Africains et Européens confondus), l’UDDIA remporte un franc succès en enlevant Brazzaville, Pointe-Noire et Dolisie. Youlou est ainsi élu maire de Brazzaville face à Jacques Opangault avec 23 sièges contre 11 à la SFIO et 3 au PPC.
En 1957 se tiennent des élections territoriales visant à désigner un dirigeant local, conformément à l’entrée en vigueur de la loi-cadre Defferre de 1956. Malgré ses précédents succès, l’UDDIA voit son vice-président Simon Kikounga N’Got quitter le mouvement et fonder son propre parti, le Groupement pour le progrès économique et social du Moyen-Congo (GPES). Simon Kikounga N’Got emporte avec lui l’électorat du Niari, et se rallie à la coalition PPC-MSA. Ainsi, le 31 mars 1957, l’UDDIA arrive second avec 22 sièges contre 23 pour la coalition menée par Opangault. Après des négociations, un gouvernement de coalition MSA-UDDIA est finalement formé avec cinq portefeuilles ministériels attribués à chacun. La vice-présidence revient à Opangault. Pour sa part, l’Abbé prend l'Agriculture afin de tirer profit des nombreuses tournées dans le pays qu'implique ce poste.

### Tractations sur fond de tensions politiques

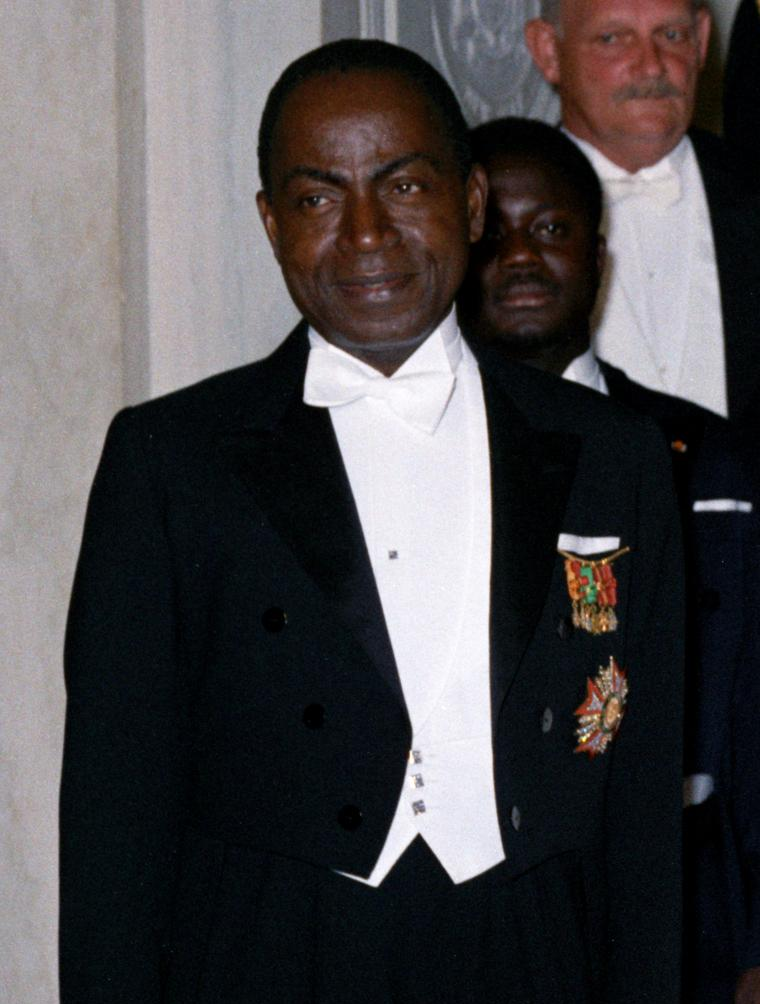
L'Ivoirien Félix Houphouët-Boigny

Lors des élections territoriales de mars 1957, les principaux colons du pays réunis dans l’Union du Moyen-Congo (UMC) avaient efficacement soutenu Youlou. En septembre 1957, ces derniers l’aident de nouveau en débauchant parmi les rangs du GPES un représentant du Niari, Georges Yambot. L’UDDIA devient ainsi majoritaire à l’Assemblée avec 23 sièges. Youlou s’empresse de réclamer la vice-présidence. Le MSA crie au scandale et demande la démission de Yambot. La crise atteint son paroxysme lorsque Yambot est enlevé le 24 novembre 1957 afin qu'il cesse de siéger à l’Assemblée. Le gouverneur Jean Soupault parvient à calmer le jeu : Opangault reste dans ses fonctions en contrepartie l’UDDIA conserve sa nouvelle majorité.
En janvier 1958, les relations entre les deux partis s’enveniment de nouveau lorsque Youlou décide d’organiser les journées d’études de l’UDDIA à Dolisie, fief du GPES. Des affrontements y ont lieu entre partisans socialistes et supporters youlistes, faisant au moins un mort et plusieurs blessés. Paris, fatiguée de toutes ces querelles, somme les deux dirigeants congolais de tenir leurs hommes.
En mai 1958, Youlou conforte encore sa position. Le 5 du mois, le député européen UDDIA Christian Jayle est élu à la présidence de l’Assemblée territoriale. Par ailleurs, à la suite du départ de Jean Félix-Tchicaya du Rassemblement démocratique africain, parti inter-africain de Félix Houphouët-Boigny, l’UDDIA remplace le PPC comme section locale du Moyen-Congo. Le parti de Youlou gagne ainsi l’appui des milieux parisiens et la bienveillance des autorités locales.

### Le coup d’État constitutionnel
Malgré une certaine réserve à l’égard du général de Gaulle, l'abbé Youlou appelle à voter « oui » au référendum sur la Communauté franco-africaine du 28 septembre 1958, tout comme Opangault et Tchicaya. L’approbation l’emporte avec 99,3 % des suffrages exprimés. Par cet acte, le Moyen-Congo renforce son autonomie.
Le 28 novembre 1958, l’Assemblée territoriale se réunit en session ordinaire pour doter le pays d'institutions. La République est proclamée à 11H30, par l'adoption de la Délibération 112-58 par tous les parlementaires (avec seulement 2 abstentions - Réf Journal Officiel de la République du Congo du 28 novembre 1958). Après la proclamation de la République, l’UDDIA et le MSA ne parviennent pas à s’entendre sur le contenu de la constitution. L’ambiance est très tendue, des sympathisants socialistes s’amassent autour du bâtiment officiel. Les députés en arrivent à s’échanger des insultes. Finalement, les élus socialistes quittent l’Assemblée en signe de protestation, laissant la place libre à la majorité UDDIA. Des lois constitutionnelles sont adoptées, l'Assemblée territoriale devient législative, conformément aux dispositions de la Constitution du 04 octobre 1958, et à l’unanimité des 23 députés, Youlou est porté à la tête d'un gouvernement provisoire. Le climat politique étant délétère à Pointe-Noire, la capitale du pays devient Brazzaville.
Les opposants, Oppangault en tête, dénoncent un coup d’État constitutionnel. Le lendemain, les députés MSA se réunissent seuls à l’Assemblée de Pointe-Noire afin de déclarer illégales les décisions prises la veille par les députés youlistes. Cette action se solde par un échec. Des émeutes se produisent : des maisons sont brulées, trois personnes trouvent la mort et plusieurs autres sont blessées. L’armée française est contrainte d’intervenir.

## À la tête de la République du Congo

### La mise en place du pouvoir personnel

#### L’élimination de l’opposition parlementaire
Le 8 décembre 1958, Fulbert Youlou devient officiellement Premier ministre. Son gouvernement se veut représentatif de la société congolaise : il comprend au moins un élu de chaque région, des représentants des notables traditionnels ainsi que deux porte-paroles des jeunes et des syndicats. Deux députés européens du MSA, Albert Fourvelle et André Kerherve, y prennent également place. La majorité gouvernementale passe ainsi de 23 à 25 sièges.
Opangault, dont le parti ne compte plus que 20 sièges, espère redresser la situation grâce aux élections législatives prévues pour mars 1959 par les accords du 26 août 1958 passés avec Youlou. Devenu Premier ministre, Youlou refuse de les organiser. Le 16 février 1959, les députés MSA réclament une nouvelle fois la dissolution de la Chambre. À l’annonce du nouveau refus, des supporters MSA-PPC de Poto-Poto (quartier de Brazzaville contrôlé par les Mbochi, réputés être du nord du pays) s’en prennent à ceux qu’ils considèrent comme les partisans de l’UDDIA. Rapidement, ces affrontements embrasent tout Brazzaville et dérivent en une sanglante émeute entre bandes rivales Mbochi et Lari qui dépassent la simple rivalité MSA et UDDIA. Les combats font officiellement une centaine de morts ainsi que des centaines de blessés et de maisons détruites. Les combats cessent grâce à l’intervention de l’armée française qui parvient à rétablir le calme le 20 février. Ces massacres marquent la naissance d'une radicalisation entre Mbochi et Lari.
Fulbert Youlou profite de ces évènements pour faire arrêter Opangault, accusé d’incitation à la violence. Ce dernier est relâché cinq mois plus tard sans avoir été jugé. Entre-temps, Youlou a conforté sa position et quasiment éliminé l’opposition parlementaire. Le 20 février 1959, il fait adopter une constitution qui donne des pouvoirs étendus au Premier ministre, dont celui de dissoudre l’Assemblée. En avril 1959, le MSA enregistre deux nouvelles défections en faveur de l’UDDIA. Le 30 avril, l’Abbé dissout finalement la Chambre après avoir soigneusement redécoupé les circonscriptions électorales. Le 14 juin 1959, l'UDDIA accapare, avec 58 % des suffrages, 51 sièges à l’Assemblée contre 10 pour le MSA.
Après ces élections législatives, l’Assemblée devient « nationale ». Elle reconduit Youlou dans ses fonctions de Premier ministre puis, le 21 novembre, l’élit président de la République du Congo. Ayant triomphé de ses adversaires sur le plan parlementaire, il met au pas les irréductibles matswanistes qui ne veulent toujours pas voir en lui la réincarnation de Matswa. De juin à juillet 1959, ils sont pourchassés, arrêtés et soumis brutalement, on parle d'une trentaine de morts.

#### Répression, séduction et soumission
Le 16 février 1960, afin de satisfaire l'opinion publique congolaise, le président de la République décide de renvoyer les membres européens du gouvernement. Sont concernés : le ministre des Finances Joseph Vial, celui des Affaires économiques Henri Bru ainsi que le secrétaire d'État à l'Information Christian Jayle. En revanche Youlou conserve dans son équipe Alfred Delarue, le chef du service « Documentation ». Ce dernier, ancien grand officier de la préfecture de Paris et collaborateur vichyste, organise avec l'abbé l'élimination de l’extrême-gauche congolaise, regroupée dans la Confédération générale africaine des travailleurs (CGTA) et dans l'Union de la jeunesse congolaise (UJC). Sous couvert d’un pseudo « complot communiste », Youlou fait arrêter le 9 mai 1960, les chefs de la CGTA et de l’UJC, Julien Boukambou et Aimé Matsika, ainsi que son éternel opposant Simon Kikounga N’Got. Le lendemain, l’Assemblée adopte une série de lois restreignant les libertés individuelles. Ainsi est désormais condamnable toute manifestation organisée contre le gouvernement ainsi que les publications incitant à ces démonstrations. Par ailleurs, ces lois permettent également à Youlou d’interner ou d’expulser légalement tout individu considéré comme dangereux pour la stabilité du régime.
Mais si l'abbé use de moyens coercitifs avec ses adversaires, il sait également les séduire. Le 17 juin 1959, après sa victoire aux législatives, il lance un appel à l’union :
« Les élections du 14 juin n’ont pas été la victoire d’un parti ou d’un programme dans le sens qu’on lui donne en Europe ; elles marquent le début d’une unité nationale, qui ne pourra que se renforcer. »

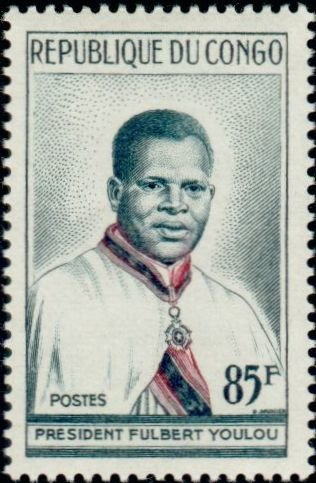
Président Fulbert Youlou : timbre émis en 1960.

Le 3 juillet 1959, lors de la formation de son deuxième gouvernement, Youlou intègre des élus de l’opposition. Le 15 août 1960, Jacques Opangault y entre à son tour en tant que ministre d’État et vice-président du Conseil. Enfin, en janvier 1961, Simon Kikounga N’Got prend le portefeuille des Affaires économiques.
Le 15 août 1960, la République du Congo accède à l’indépendance. Un culte de la personnalité se développe progressivement autour de son président avec, notamment, l'impression de timbres à son effigie. Dans le mois qui suit l'indépendance, une motion de censure est déposée à l’Assemblée contre son gouvernement. Offusqué, Youlou sort en plein hémicycle, un revolver de sa soutane et force les impertinents députés à retirer leur motion. L’affaire ne se reproduit pas, d’autant que le 2 mars 1961, une nouvelle constitution est adoptée ; elle consacre un régime présidentiel renforcé et institue l’indépendance entre le pouvoir exécutif et celui législatif : l’Assemblée ne peut pas renverser le gouvernement tandis que le président de la République ne peut plus dissoudre la Chambre.
Le 20 mars 1961, Fulbert Youlou est le candidat de l’UDDIA et du MSA à l'élection présidentielle. Il est réélu sans opposition avec 97,56 % des voix, au suffrage universel direct. Cette victoire marque, pour lui, la fin de la construction de l’unité nationale. Désormais, il peut se consacrer tout entièrement au développement économique et au progrès social.

### La politique économique de Youlou

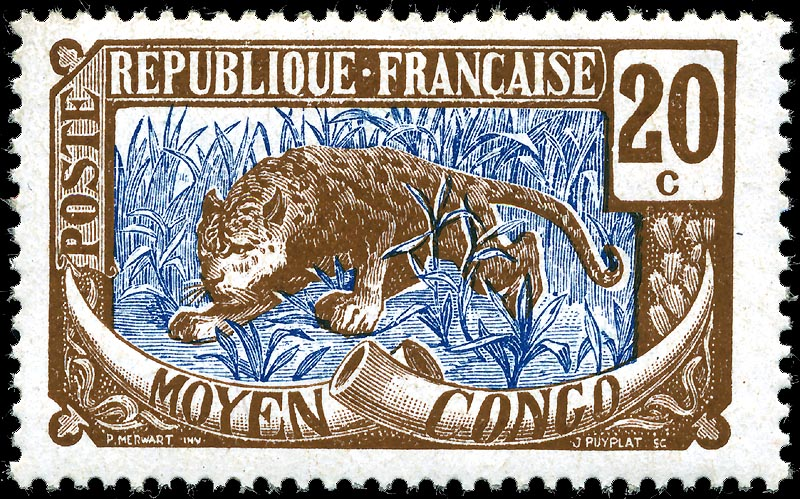
Timbre congolais édité en 1907 de l'époque coloniale.

Le Congo est l’une des colonies françaises ayant le plus profité, économiquement, de la colonisation : entre 1946 et 1959, un certain nombre de travaux d’infrastructures sont réalisés tandis que quelques industries légères prennent pied. Ainsi, à l’aube de l’indépendance, l’Abbé hérite d’une structure économique relativement équilibrée avec 37,4 % du PIB réalisé dans le secteur primaire, 20,9 % dans l’industrie et 41,7 % dans le tertiaire. Par ailleurs, le Congo compte en 1958, 30 000 cadres de qualification variable et plus de 80 000 élèves. Cette politique éducative forte est poursuivie par Youlou qui, en 1960, consacre 40 % des dépenses budgétaires à l'enseignement.

#### Le partisan du libéralisme économique
Le dirigeant congolais est un ardent partisan du libéralisme économique. Dès sa prise du pouvoir, il adopte une politique modérée, s’efforçant ainsi d’attirer les investissements dans son pays, comme en témoigne un discours du 8 décembre 1958 :
« Nous sommes prêts à formuler toutes garanties pour que s’investissent sans crainte, et dans la plus grande confiance, les capitaux publics et privés sans lesquels il n’est pas possible de concevoir la mise en place de grandes sources d’énergie et des usines de transformations. »

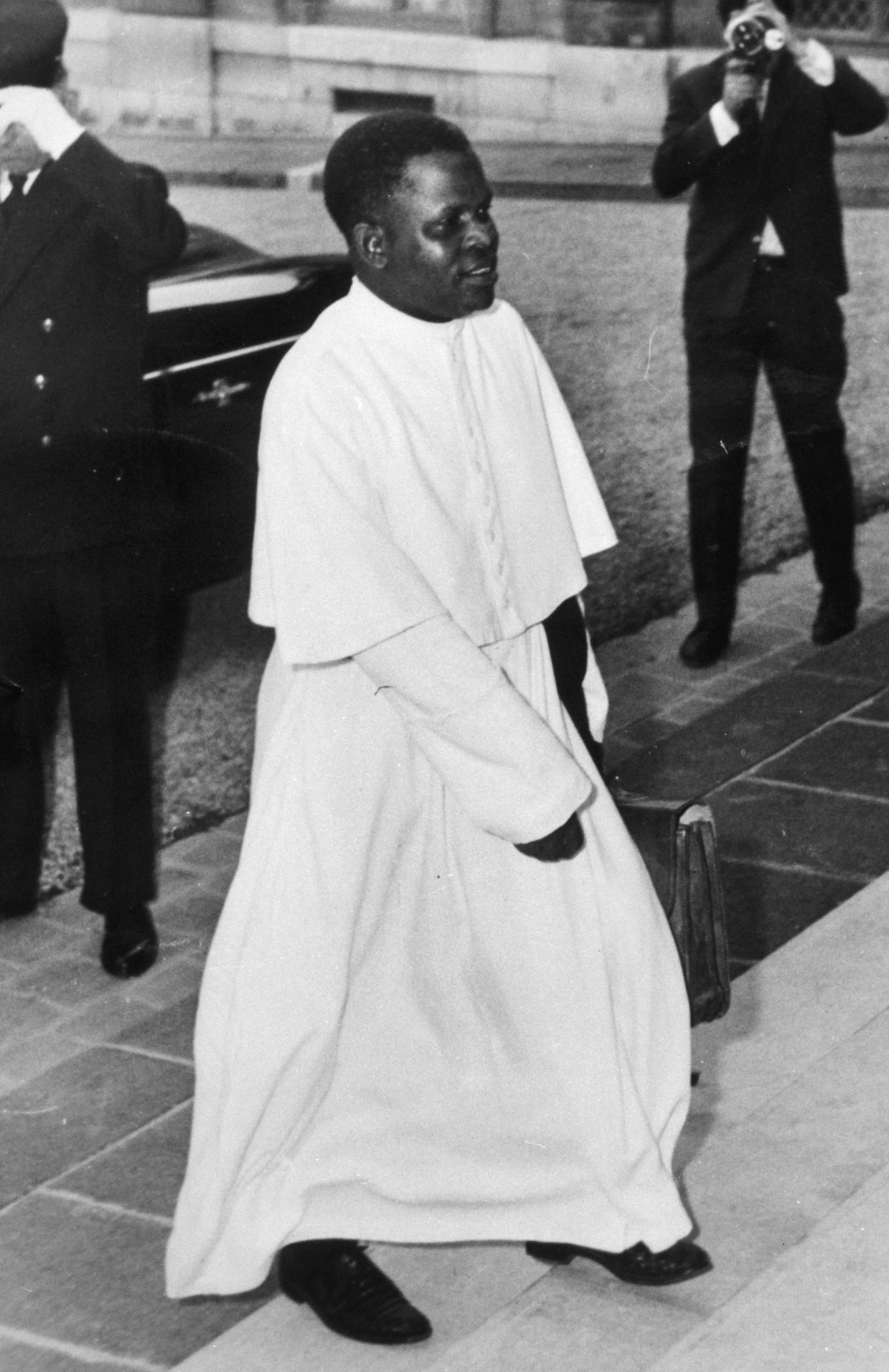
Fulbert Youlou en 1963.

Entre 1960 et 1963, le Congo enregistre 38 milliards de francs CFA d’investissements bruts sur son territoire, pour un PIB estimé en 1961 à 30 milliards de francs CFA. Les richesses minières attirent à elles seules, 21 milliards de francs CFA avec l’exploitation du manganèse par la Compagnie minière de l’Ogooué (COMILOG) et de la potasse par la Compagnie des potasses du Congo (CPC). Les 17 milliards de francs CFA restant sont, quant à eux, investis pour 3 milliards (18 %) dans le secteur primaire, 2,7 milliards (15 %) dans l’industrie, 6,3 milliards (37 %) dans le tertiaire, et 5 milliards (30 %) dans des programmes non économiques tels que l’éducation, la santé, l’urbanisme ou le logement. Malgré une politique libérale, ces 17 milliards ne proviennent qu’à hauteur de 5,5 milliards (32 %) de capitaux privés ; l’aide internationale (notamment la France) en fournit 7 milliards (41 %) et le gouvernement congolais 4,5 milliards (27 %).
Au niveau de la balance commerciale, la situation semble s’améliorer durant la présidence de Youlou. Alors qu’en 1960, le déficit commercial est de 5,7 milliards de francs CFA, en 1963 il n’est plus que de 4,1 milliards. Chaque année, les exportations congolaises (diamants exclus) augmentent, passant entre 1960 et 1963 de 6,1 à 7,9 milliards de francs CFA. Elles se composent pour moitié de leur valeur de bois. Les produits de l’industrie légère, tel que le sucre, en représentent quant à eux plus du quart. Par ailleurs, le déficit commercial est fortement atténué par les recettes du transit. Le Congo tire en effet de forts revenus de ses infrastructures ferroviaires et portuaires qui permettent de desservir les pays frontaliers. En 1963, ce transit rapporte 2,3 milliards de francs CFA au Congo.

#### Corruption et grands projets
En ce qui concerne le déficit budgétaire, l’administration Youlou n’est pas très rigoureuse. En cumulant les années de 1960 à 1963, il s’élève à 2,4 milliards de francs CFA. La France le finance gracieusement à hauteur de 1,2 milliard>. Le reste est couvert par des avances du Trésor français. Pour assainir la situation financière, la pression fiscale passe de 17 % du PIB en 1960 à 26 % en 1963 tandis que des mesures d’austérité sont prises dans l’administration : les chefs de service se voient supprimer leurs véhicules de fonction, les frais de mission ne sont plus remboursés et les avancements sont bloqués. Le président de la République, les ministres et les députés en sont exemptés.
Afin que le gouvernement soit représentatif de la société congolaise, nombre de nominations de ministres obéissent davantage à un critère régional qu’au critère de compétence, posant des problèmes pour le bon développement du pays. Par ailleurs, ces derniers sont souvent sujets à des scandales financiers, Youlou le premier. Le chef de l’État congolais a un sens aigu de la mise en scène ; conscient que son aspect religieux lui octroie une force politique, il ne quitte jamais son costume ecclésiastique, si bien qu’outre le surnom d’« Abbé », on l’appelle également « Kiyunga » (soutane en lari). On rapporte, concernant sa garde-robe, qu’elle contiendrait toute une collection de soutanes de couleurs blanches, noires, bleues et écarlates, provenant du grand couturier Christian Dior. Il est aussi dit que pour une visite officielle en France, l’Abbé aurait débloqué 30 millions de francs CFA pour ses dépenses personnelles. L'économie du pays fait les frais de cette mauvaise gestion des deniers publics. La croissance est trop modeste pour absorber le chômage que l’urbanisation a accéléré.
Pourtant, le Congo dispose d’atouts remarquables pour son développement. Outre ses richesses minières et son bois, le pays dispose de formidables possibilités hydro-électriques à Sounda, près de Pointe-Noire, sur le fleuve Kouilou-Niari. La construction d’un barrage sur ce site pourrait permettre la production électrique de huit milliards de kilowattheures par an et le développement d’industries lourdes créatrices d’emplois avec l’installation de complexes électrométallurgique et chimique. Enthousiasmé par ce projet, Youlou doit toutefois faire face à deux problèmes majeurs : tout d’abord son coût, estimé à 100 milliards de francs CFA ; ensuite l’insuffisance du Congo à s’approvisionner en bauxite, une matière première au cœur du projet. Le dirigeant congolais tente d’y remédier par le biais d’une politique étrangère active.

### Une politique étrangère «modérée»
Par une politique anticommuniste et pro-occidentale, dite « modérée », Youlou cherche à attirer les investisseurs étrangers dans son pays. Dès l’indépendance, il affirme sa volonté de poursuivre une politique de coopération avec la France et les autres pays de l’Afrique francophone. Du 15 au 19 décembre 1960, est même organisée dans la capitale congolaise une conférence intercontinentale, rassemblant les chefs d’État francophones « modérés ». À l’issue de celle-ci est créé le « groupe de Brazzaville », bloc anticommuniste et ancêtre de l’Organisation commune africaine et malgache (OCAM).

Le président guinéen Sékou Touré

Parmi les invités de cette conférence, se trouvent le président de la République démocratique du Congo Joseph Kasa-Vubu et le leader katangais Moïse Tshombe. L’Abbé les réunit sans doute en vue d’isoler le nationaliste congolais Patrice Lumumba, accusé de sympathie communiste. Bien que tous deux conviés, Youlou tient plus en estime le très controversé Tshombe que Kasa-Vubu. Pourtant son homologue de Léopoldville est un Kongo comme lui ; ils paraissent même, un temps, caresser l’espoir de reconstituer un grand État bakongo. L’Abbé prend d’autres positions tout aussi discutées ; alors que l’Angola subit la violente répression coloniale, il est le seul à appeler au dialogue avec le dictateur portugais Salazar.
Malgré son anticommunisme viscéral, le président de la République cherche à nouer des relations avec le « révolutionnaire » Ahmed Sékou Touré. Il compte en effet beaucoup sur les mines de bauxite de Guinée, indispensable au projet du barrage de Kouilou. Ainsi, en 1962, il se rend en Guinée. Les 5 et 6 juin 1963, c’est au tour de Sékou Touré de venir au Congo où il est acclamé par les militants syndicaux et les jeunes. À l’occasion de ce voyage, le dirigeant guinéen fait d’encourageantes promesses économiques :
« La Guinée est riche en minerais et elle est disposée, je le dis, à mettre à disposition du Congo toutes les quantités de bauxite ou de fer nécessaires à la réalisation du Kouilou et plus tard à la rentabilité de l’usine qui sera construite. »

### La révolution des «Trois Glorieuses»
Avant même l’indépendance, le Congo-Brazzaville vit de facto sous le régime du parti dominant. En août 1962, Fulbert Youlou annonce son intention d’institutionnaliser le parti unique « afin de sceller la réconciliation et l’unité nationale réalisées ». Il ne rencontre aucune opposition, bien au contraire, cette décision semble enthousiasmer le dirigeant du MSA Jacques Opangault. Dans ce but est organisée le 3 août 1963 une table ronde rassemblant les dirigeants des trois partis existants (UDDIA, MSA et PPC), les responsables syndicaux, les représentants de l’Assemblée nationale et ceux de l’armée congolaise. Les syndicalistes, bien que non opposés au principe de parti unique, refusent les statuts proposés par le chef de l’État ; pour eux, ils ne semblent servir que les intérêts de Youlou.

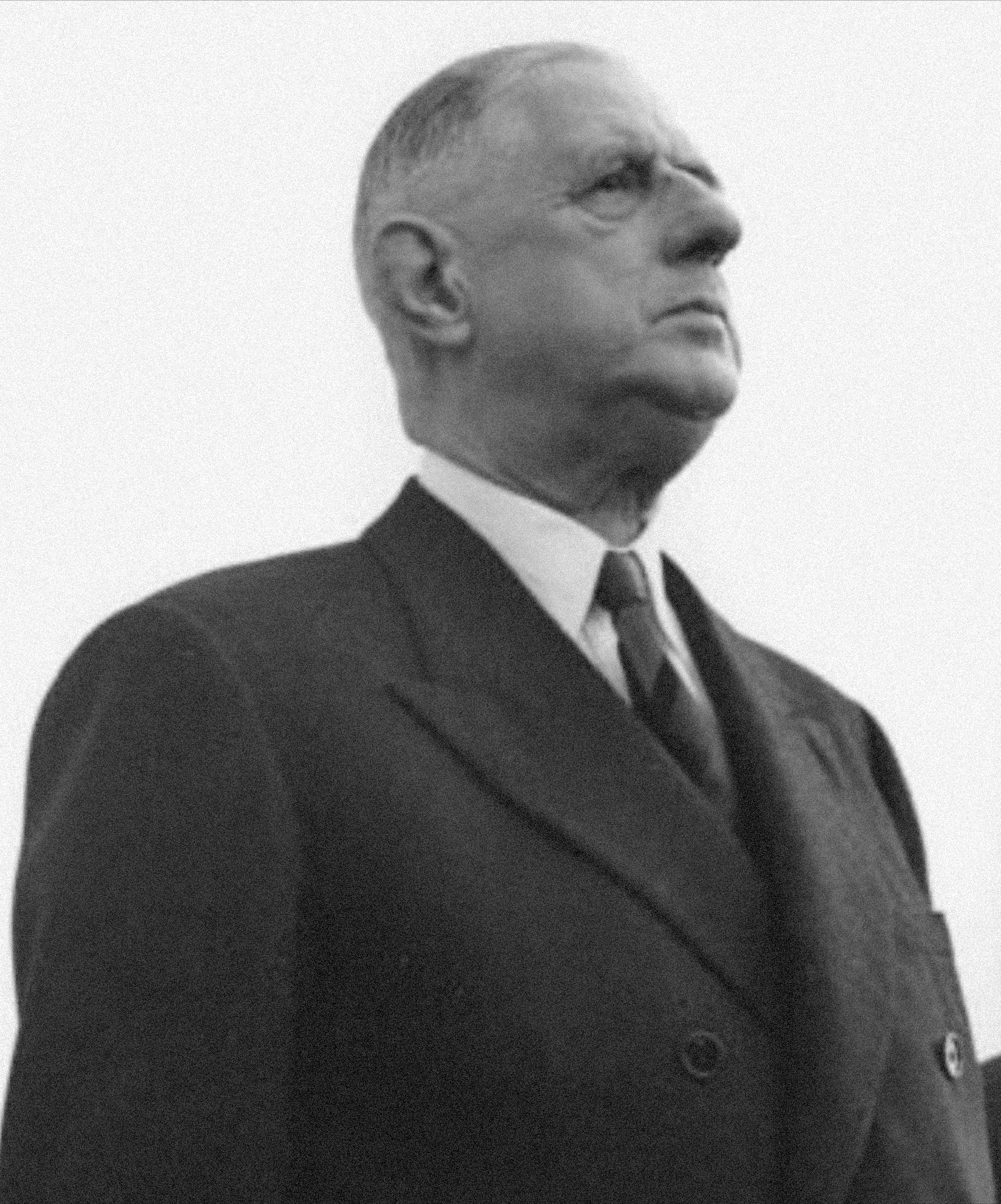
Le général de Gaulle.

Afin de signifier leur désapprobation, les syndicalistes décident d’organiser le 13 août un « arrêt de protestation » à la Bourse du Travail de Brazzaville. La veille de ce mouvement, dans la nuit, Youlou fait arrêter les principaux dirigeants syndicaux. À l’annonce de cette nouvelle, le simple meeting se transforme en une véritable manifestation antigouvernementale. Les protestataires prennent d’assaut la maison d’arrêt afin de les libérer, provoquant des affrontements avec les forces de l’ordre. Trois syndicalistes y trouvent la mort. Finalement, lorsqu’ils y parviennent, il s’avère que les dirigeants arrêtés la veille ne s’y trouvent pas. La manifestation antigouvernementale tourne à l’émeute ; le pays est paralysé. L’armée française se joint à la gendarmerie congolaise pour rétablir le calme. Le soir, l’Abbé décrète le couvre-feu ainsi que l’état de siège, et lance un appel au calme par radio.
Le lendemain, à midi, le président de la République déclare à la radio :
« En raison de la gravité de la situation, je prends en mon nom personnel les pouvoirs civils et militaires. Un comité restreint, placé sous l’autorité du chef de l’État, aura pour tâche le rétablissement de l’ordre, la reprise du travail et la mise en place des réformes qui s’imposent. »
Dans la soirée, le gouvernement est dissous. Toutefois, les ministres Jacques Opangault, Stéphane Tchitchéllé et Dominique Nzalakanda sont reconduits dans leur fonction. À l’annonce du maintien du très impopulaire Nzalakanda dans le gouvernement, les militants youlistes décident de rejoindre les manifestants. Le 15 août au matin, la foule se dirige vers le palais présidentiel afin de réclamer la démission de Youlou. Des pancartes aux slogans tels que « À bas la dictature de Youlou » ou « Nous voulons la liberté » sont brandies. Les syndicalistes parviennent à gagner la sympathie des deux capitaines commandant l’armée congolaise ; l’un d'eux, le capitaine Félix Mouzabakani, est pourtant le neveu de Fulbert Youlou. Le chef de l’État demande par téléphone au général de Gaulle l'aide de la France, en vain. Résigné, il finit par signer sa démission en tant que président de la République, maire de Brazzaville et député à l’Assemblée.
Le nouveau régime qualifie les journées insurrectionnelles du 13, 14 et 15 août 1963 comme « révolutionnaires ». Il les nomme les « Trois glorieuses ».

## La retraite forcée

### La détention et l’exil
Le soir même de sa démission, l’ancien président de la République est interné dans le camp militaire « Fulbert Youlou ». Quelques semaines plus tard, il est transféré avec sa famille au camp de gendarmerie « Djoué ». Il semble être bien traité. Mais rapidement, un climat de terreur s’installe avec le nouveau régime socialiste. Apprenant que les jours de l’Abbé sont comptés, le successeur de Youlou à la tête de l’État Alphonse Massamba-Débat l’aide à s’enfuir vers Léopoldville, le 25 mars 1965. Le Premier ministre de la République démocratique du Congo, Moïse Tshombe, lui accorde immédiatement l’asile politique.
Le 8 juin 1965 commence son procès au Congo-Brazzaville par un tribunal populaire. Il est accusé de détournement de fonds publics et de l’utilisation à des fins personnelles d’un avion militaire de Havilland Heron qu’il aurait reçu du gouvernement français. Par ailleurs, il est tenu pour responsable de la mort des trois syndicalistes lors de la prise d’assaut de la maison d’arrêt le 13 août 1963. Enfin, il est également inculpé pour avoir apporté son soutien à la sécession katangaise menée par Moïse Tshombe. Le verdict le condamne à mort par contumace, et ordonne la nationalisation de tous ses biens, c’est-à-dire la ferme de Madibou et deux hôtels particuliers à Brazzaville. L'Abbé se défend de ces accusations avec la publication en 1966 d’un livre, J’accuse la Chine, véritable pamphlet anticommuniste largement écrit par Jacques Leray, ancienne figure de l'organisation collaborationniste Groupe Collaboration.
En novembre 1965, il fait part de son souhait au gouvernement français de s’installer à Nice pour recevoir des soins. Mais l’ancien dirigeant congolais n’est pas en cour à Paris. Yvonne de Gaulle, fervente catholique, n’apprécie guère ce prêtre excentrique défroqué qui continue de porter la soutane malgré l’interdiction de l’Église, et qui affiche ouvertement sa polygamie (il a au moins quatre femmes officielles). Contre l’avis du général de Gaulle, il débarque le 29 janvier 1966 au Bourget avec femmes et enfants. Malgré les recommandations de son conseiller aux affaires africaines Jacques Foccart, le chef de l’État français envisage sérieusement de le renvoyer à Léopoldville. Finalement, l’Abbé est envoyé en Espagne où le régime de Franco veut bien l’accueillir. Afin qu’il subvienne à son existence, le contribuable français met à sa disposition 500 000 francs.

### Les coups d’État avortés et l’anathème
Pendant ce temps là, le Congo-Brazzaville ne connaît toujours pas la stabilité politique. Après les manifestations « pro-youlistes » de février 1964, les partisans de l’ancien régime tentent un coup de force le 14 juillet 1966 puis de nouveau en janvier 1967. C’est finalement le capitaine marxiste Marien Ngouabi qui évince Alphonse Massamba-Débat du pouvoir. À peine installé à la présidence, ce dernier dénonce des complots youlistes en février et novembre 1969 qui auraient été respectivement organisés par le capitaine Félix Mouzabakani (neveu de l’Abbé) et Bernard Kolelas. Le 22 mars 1970, un coup d’État youliste est perpétré par le lieutenant Pierre Kinganga ; il échoue et est abattu.
Fulbert Youlou est tenu pour responsable de tous les maux du pays par les régimes socialistes et révolutionnaires qui se succèdent. Tout ce qui le rappelle est effacé. C’est dans cette atmosphère que l’Abbé décède à Madrid le 5 mai 1972, d’une hépatite. Immédiatement, les Lari exigent le retour de son corps afin de lui administrer les cérémonies funéraires nécessaires. Le président de la République Marien Ngouabi accepte afin d’éviter que ne se reproduise un mouvement messianique à l’image du matswanisme. Le 16 décembre 1972, après que sa dépouille a été exposée trois jours durant dans la cathédrale de Brazzaville, il est enterré dans son village natal de Madibou, sans aucune cérémonie officielle. Sa mémoire a été réhabilitée à la Conférence nationale de 1991.

## Ouvrages
- Le matsouanisme, Imprimerie centrale de Brazzaville, 1955, 11 p.
- Diagnostic et remèdes : vers une formule efficace pour construire une Afrique nouvelle, Éditions de l'auteur, 1956
- L'art noir ou Les croyances en Afrique centrale, Brazzaville, sans date
- L'Afrique aux Africains, ministère de l’Information, 1960, 16 p.
- J’accuse la Chine, La Table ronde, 1966, 253 p.
- Comment sauver l’Afrique, Imprimerie Paton, 1967, 27 p.
- (en) « Youlou, Fulbert (1917) », notice du Dictionary of African Biography, extrait en ligne,  (ISBN 9780199857258)